# Rolf Hasselström
Rolf Hasselström, född 11 oktober 1951 i Stockholm, är sedan 2005 koncernchef för Opcon-koncernen.
Hasselström är utbildad civilekonom från Handelshögskolan i Stockholm. Han avlade examen 1975. Hasselström startade sin karriär som anställd ekonom vid Kema Nobel och blev senare projektledare inom samma företag. 1979 blev Hasselstöm marknadschef för ett dotterbolag till Kema Nobel.
I mitten på 80-talet blev Hasselström VD för Kenogard Speciality Chemicals och stannade på den posten i fyra år. Efter detta jobbade Hasselström med verksamheter i egen regi och 1994 blev han VD för Svenska Rotormaskiner AB och koncernchef för Svenska Rotorkoncernen.
2004 blev han affärsområdeschef för affärsområdet Mechanics inom Opcon och ett år senare blev han koncernchef för hela Opcon-koncernen.